# Devara Beesana Halli, Bangalore South
Devara Beesana Halli là một làng thuộc tehsil Bangalore South, huyện Bangalore Urban, bang Karnataka, Ấn Độ.